# Andrea Scherney

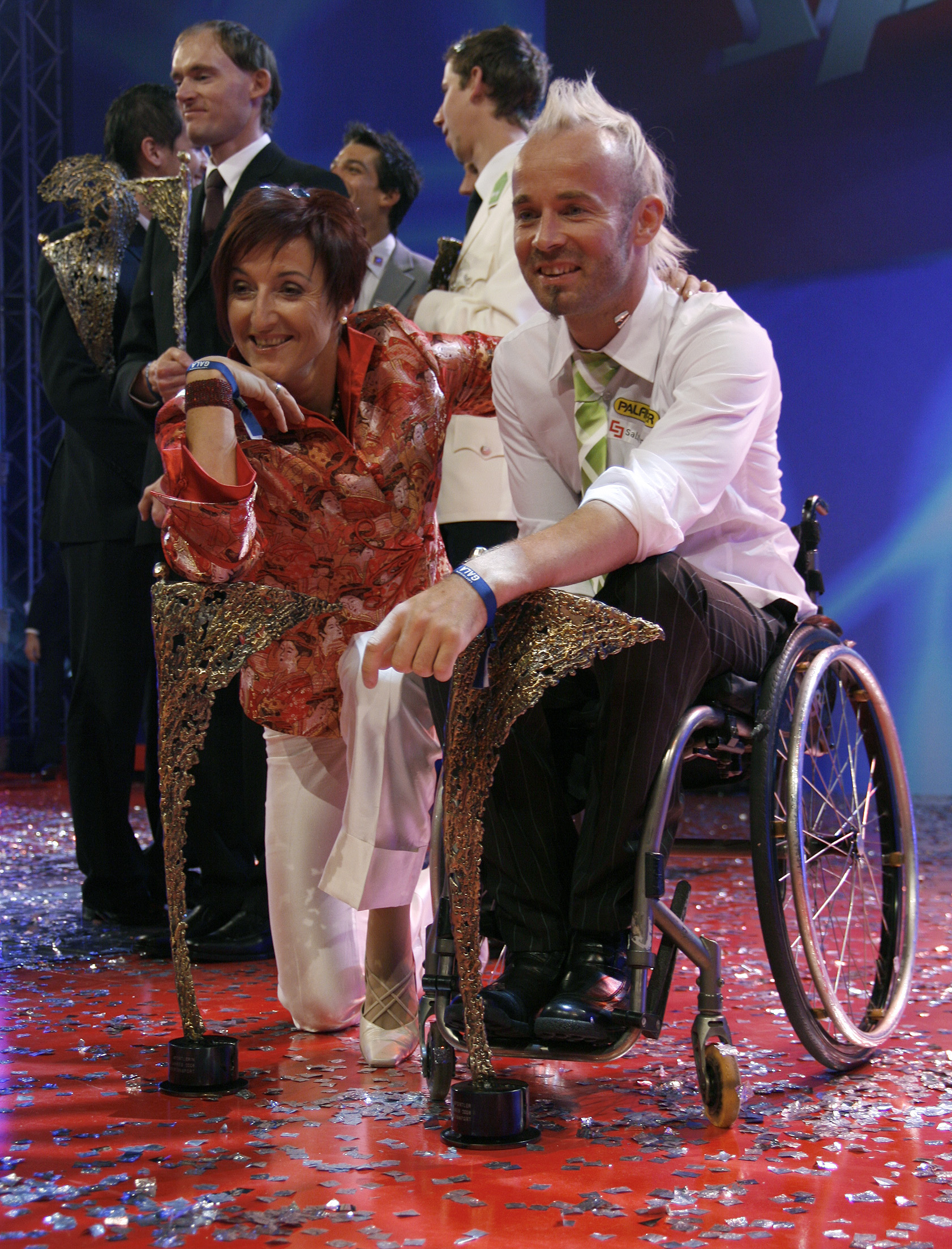
Andrea Scherney mit Thomas Geierspichler bei der Galanacht des Sports, wo sie als Behindertensportlerin des Jahres 2008 geehrt wurden

Andrea Scherney (* 26. August 1966 in Wien) ist eine ehemalige österreichische Leichtathletin und dreimalige Goldmedaillengewinnerin bei den Paralympics (1996, 2004, 2008).

## Leben
Sie ist Sportdirektorin des Österreichischen Behindertensportverbandes und Lehrbeauftragte an der Universität Wien und der Sportakademie Wien. Nach Goldmedaillen bei den Sommer-Paralympics 1996 in Atlanta im Speerwurf und 2004 in Athen im Weitsprung gelang es ihr 2008 erneut, eine Goldmedaille zu erringen. Mit einem Sprung von 4,82 m gewann sie in der Klasse der Unterschenkelamputierten.
Die Amputation unterhalb des linken Knies wurde notwendig, als sie im Alter von 20 Jahren einen Motorradunfall erlitt. Zu diesem Zeitpunkt studierte sie bereits Sport und verlor durch ihre Behinderung aber nur ein Semester. Nachdem sie einige bürokratische Hürden bewältigt hatte, war sie die erste Behindertensportstudentin Österreichs.
Die seit dem Jahr 2007 verheiratete Sportlerin beendete nach den Paralympics 2008 in Peking ihre sportliche Karriere. Sie ist heute als Sportdirektorin beim Österreichischen Behindertensportverband tätig.
Andrea Scherney lebt in Gars am Kamp, wo auch eine Straße nach ihr benannt ist.

## Sportliche Erfolge (Auswahl)
- 1996 Sommer-Paralympics Atlanta, Goldmedaille im Speerwurf
- 2004 Sommer-Paralympics Athen, Goldmedaille im Weitsprung
- 2008 Sommer-Paralympics Peking, Goldmedaille im Weitsprung

## Auszeichnungen
- Goldenes Ehrenzeichen für Verdienste um die Republik Österreich: 1996
- Großes Ehrenzeichen für Verdienste um die Republik Österreich: 2004
- Österreichs Behindertensportlerin des Jahres: 2003, 2004, 2005, 2007, 2008